# پروشتیناتس
پروشتیناتس (صربی: Proštinac}} یک منطقهٔ مسکونی در صربستان است که در Svilajnac واقع شده‌است.
 پروشتیناتس  ۲۵۴ نفر جمعیت دارد.